# Small Nambas
Small Nambas, ime plemenu ili plemenima u središnjem i južnom dijelu otoka Malekula u Vanuatuu. Ime nambas označava navlaku (futrolu) za ud koja se sastoji od bananinog lista omotanog oko penisa i umetnutog oko pojasa od kore. Drugo pleme koje nosi ovo ime su Big Nambas kod kojih su ovakve navlake znatno veće, a razlikuju se i po tome što pripadaju drugoj jezičnoj podskupini.
I Big Nambas i Small Nambas poznati su po tome što su nekada prakticirali kanibalizam.
Small nambas govore 3 različita jezika. To su dixon reef, letemboi i repanbitip.

## Vanjske poveznice
- Rambaramps of South Malekula  Arhivirana inačica izvorne stranice od 26. lipnja 2009. (Wayback Machine)
- Vanuatu
- Galerija slika